# NGC 2122
NGC 2122 è una nebulosa diffusa visibile nella Grande Nube di Magellano, nella costellazione della Mensa.
La si osserva un grado a SSE della Nebulosa Tarantola, in posizione isolata rispetto ai grandi campi stellari della Nube; la sua forma appare grosso modo circolare; al suo interno sono evidenti numerosi globuli di Bok, segno che la formazione stellare è attiva. Dista dal Sole 160 000 anni-luce.